# Toyohito Mochizuki
Toyohito Mochizuki (望月 豊仁, Mochizuki Toyohito, Shizuoka, 18 september 1953) is een Japans voormalig voetballer die als verdediger speelde.

## Japans voetbalelftal
Toyohito Mochizuki debuteerde in 1978 in het Japans nationaal elftal en speelde 2 interlands.

## Statistieken
| Japans voetbalelftal | Japans voetbalelftal | Japans voetbalelftal |
| Jaar                 | Wed.                 | Dlp.                 |
| -------------------- | -------------------- | -------------------- |
| 1978                 | 2                    | 0                    |
| Totaal               | 2                    | 0                    |